# Дуайт Д. Айзенхауер (CVN-69)
USS „Дуайт Д. Айзенхауер“ (USS Dwight D. Eisenhower, означение CVN-69) е вторият от общо 10-те „суперсамолетоносача“ на Военноморските сили на САЩ от клас „Нимиц“. Самолетоносачът е наречен в чест на 34-тия президент на САЩ – Дуайт Айзенхауер – и споделя и неговия прякор – „Айк“ (Ike).
Самолетоносачът по време на подготовката за празнуването на 28-ия му рожден ден, 18 октомври 2005 година, Норфолк, САЩ.
На 29 юни 1970 година, корабостроителната компания Newport News Shipbuilding от Нюпорт Нюз, Вирджиния, печели конкурс за построяване на самолетоносач клас „Нимиц“, с кодово име CVAN-69. Завършен е на 30 юни 1975 година, като кодовото име е променено от CVAN-69 на CVN-69.
Строежа е започнат на 15 август 1970 година, като стойността на проекта е $679 млн. долара (осъвременнена стойност – $4.5 млрд. долара през 2007). Спуснат е на вода на 11 октомври 1975 година, като кръщаването на кораба е извършено от вдовицата на Дуайт Айзенхауер – Мейми Айзенхауер.
Приет е на въоръжение на 18 октомври 1977 година, като първи командир на кораба е капитан I ранг Уилям Рамзи, който по-късно бива повишен в контраадмирал след командването на „Айк“. От приемането му на служба на кораба се сменят общо 13 командира (не всички от които са със звание „капитан I ранг“).

## Галерия
- A-7E Corsair II преди излитане от USS Dwight D. Eisenhower.
- Поглед към кораба, от борда на вертолет Сикорски SH-60 Seahawk.
- „Дуайт Д. Айзенхауер“ и „Джон К. Стенис“ на пристана в Норфолк.
- A-6E Intruder каца на пистата на USS Dwight D. Eisenhower.